# Дедычи
Де́дычи (укр. Дідичі) — село в Олыкской поселковой общине Луцкого района Волынской области Украины.
До 2020 года входило в Киверцовский район.
Код КОАТУУ — 0721881601. Население по переписи 2001 года составляет 1072 человека. Почтовый индекс — 45261. Телефонный код — 3365. Занимает площадь 2,597 км².